# Орланс, Ричард
Ричард Жером Орланс (нем. Richard Jérome Orlans; род. 6 октября 1931, Гент, Бельгия) — бельгийский футболист, полузащитник.

## Карьера
В 1949 году Орланс дебютировал на позиции полузащитника в основном составе «Гента». Он получил место в постоянной команде в сезоне и оставался игроком до 1961 года.
В период с 1955 по 1958 год, в самую сильную эпоху «Гента», Орланс сыграл 21 матч за национальную сборную Бельгии и забил пять голов. Его лучшая игра состоялась 3 июня 1956 года в матче против Венгрии. В том же году Орлана занял второе место в бельгийском голосовании «Золотая бутса», присуждаемом лучшему игроку соревнований. Победителем стал Виктор Меес.
В 1961 году Орланс перешёл в недавно повышенную команду «Брюгге» и сумел обеспечить себе место в Первом дивизионе Бельгии. Он провёл хороший сезон и ещё два раза был выбран в национальную команду, но так и не сыграл за нее.
Сильные выступления Орланса привлекли внимание тренера Синибальди из «Андерлехт», и Орланс перешёл в брюссельскую команду. В следующем сезоне он стал чемпионом Бельгии вместе с командой.
Всего Орланс сыграл 320 матчей и забил 50 голов.